# Ticlio
Ticlio je horský průsmyk v peruánských Andách. Nachází se v provincii Huarochirí Limského regionu a má nadmořskou výšku 4818 m. Průsmyk leží 120 km od Limy a je hlavní dopravní spojnicí hlavního města s peruánským vnitrozemím. Vede jím asfaltová silnice Carretera Central Ruta 22 a železniční trať Callao–La Oroya, kterou vystavěl v sedmdesátých letech 19. století polský inženýr Ernest Malinowski. V průsmyku se nachází nejvýše položená železniční zastávka na západní polokouli.
Podle nedaleké hory Anticona, vysoké 5150 m, bývá průsmyk také nazýván Abra de Anticona.
Teploty se pohybují mezi 8 °C a –5 °C a atmosférický tlak je o polovinu nižší než u moře, návštěvníkům průsmyku proto hrozí akutní horská nemoc.